# 輿石東
輿石 東（こしいし あずま、1936年〈昭和11年〉5月14日 - ） は、日本の政治家。
参議院副議長（第30代）、参議院議員（3期）、衆議院議員（2期）、参議院国土交通委員長、旧立憲民主党山梨県連合最高顧問、民主党参議院議員会長、民主党幹事長（第12代）、民主党幹事長職務代行、民主党代表代行、民主党参議院幹事長、民主党参議院国会対策委員長を歴任した。

## 概説

### 生い立ち・教師時代
山梨県韮崎市出身。山梨県立韮崎高等学校卒業。在学時には柔道部に所属。都留市立都留短期大学（現：都留文科大学）初等教育科卒業。在学時には、小学校教員免許取得を目指して勉強しながら空手や相撲などのスポーツにも取り組む。後に都留文科大学同窓会長や同窓会顧問をつとめる。兄は山梨県韮崎市教育長を務めた輿石薫。
1958年、都留短大を卒業し4月に神奈川県小学校教員として採用され津久井郡青野原小学校に勤務した。尚、同年は山梨県では小学校教員採用が無かったので神奈川県教員採用試験を受験した。
1963年に山梨県教員採用試験を受け直し、同年4月に山梨県小学校教員として採用。上野原町立西原小学校を皮切りに、主として山間部の僻地校を中心に25年間に渡って小学校教員を務める。
1984年4月には、山梨県初の組合専従として山梨県教職員組合執行委員長に就任。1986年11月には、山梨県労働組合総連合会議長を兼任。

### 衆議院議員
支持基盤の日本教職員組合（日教組）を背景に、1990年の第39回衆議院議員総選挙に日本社会党公認で山梨県全県区から立候補し、初当選。本人は教員という仕事に愛着を持っており立候補には消極的だったが、周囲の説得で立候補に至った。
元小学校教員ということもあり衆議院文教委員会に所属し、日本社会党文教部会長を務めた。
1993年の第40回衆議院議員総選挙では再選されたが、小選挙区制導入後初めて実施された1996年の第41回衆議院議員総選挙で落選。この選挙の直前、社会党から名称を変更した社会民主党を離党、旧民主党の結党に参加するが、落選後に離党。
1997年より、山梨県県教育研究所所長に就任。

### 参議院議員
1998年の第18回参議院議員通常選挙で参議院に鞍替えして山梨県選挙区から無所属で立候補し、当選。後に民主党に再び入党し、旧社会党系の横路グループに所属。参議院民主党の幹部として、参議院自民党を仕切る青木幹雄と交渉を重ねるうちに、参議院民主党内での政治的影響力を高めていった。2001年に党参議院国対委員長、2004年に党参議院幹事長を歴任し、2006年からは党参議院議員会長に就任した。

#### 参院のドン
2007年の第21回参議院議員通常選挙で民主党が大勝し「ねじれ国会」が発生すると、党参議院議員会長の輿石の存在がにわかに注目され、政治的影響力を増大させていった。輿石は同郷の金丸信を介した党代表（当時）の小沢一郎との関係を重視し、小沢の肝煎りの法案であるアフガニスタン復興支援特別措置法案を対自民への共闘対象となる野党としての日本共産党や社会民主党と対立してまでも参議院で可決させたり、財務省出身の渡辺博史を日銀副総裁とする人事案では小沢の意向をふまえて党内の同意論を抑えて不同意を主導した。同じく2007年には菅直人ともに代表代行に就任（兼任）。小沢、菅、鳩山のトロイカに並ぶ実力者となる。その後も常に執行部の中心にあり続け、政局を大きく左右するほどの力をもつキーマンとなる。2009年に小沢が代表を辞任するが、鳩山由紀夫新代表の下でも代表代行兼参院議員会長に留任。

#### 民主党政権発足
2009年9月に発足した民社国連立政権では、小沢幹事長を支える幹事長職務代行を兼任し政権を支えた。普天間基地移設問題では参議院での法案審議への影響から、社民党の連立離脱を引き起こしかねない県内移設の5月決着に極めて慎重な姿勢であった。2010年5月以降、基地移設問題や献金問題で支持率低迷していた鳩山首相に「参議院選挙の情勢は厳しい」と退陣を迫り、同年6月8日に内閣総辞職に追い込んだ（鳩山おろし）。
2010年5月、「参議院自民党のドン」と言われた青木幹雄が体調不良により7月の第22回参議院議員通常選挙への立候補を断念。世代交代を目指す自民党は、民主党の参議院議員会長であり、青木に代わる新たな「参議院のドン」輿石を落選させるべく、輿石と同じ元教員の宮川典子を山梨県選挙区で擁立し、党を挙げての猛烈な選挙運動を展開。一方の輿石は、「政治とカネ」で批判された鳩山らと共に党の要職に就いていたことや高齢であることがマイナスイメージとなり苦戦したが、3,745票差で宮川に競り勝った。7月22日、無投票で党参議院議員会長に再選。

#### 民主党幹事長
2011年8月の民主党代表選挙で選出され、第95代内閣総理大臣に就任した野田佳彦により党幹事長に起用された。この人事は藤村修の内閣官房長官就任と共に挙党態勢・党内融和を優先させる狙いがあるとされている。なお、参議院議員の幹事長起用は民主党にとって初めてのことである（同じく当時野党第1党であった自民党でも前例がない）。
党参議院議員会長も引き続き兼務し、実質的に党運営の全権を任され絶大な権限と影響力を持つこととなった。党のみならず、閣僚人事にも強い主導権を持ち、自らに近い衆・参院議員を次々と重要ポストにつけてきた。また、平田健二の参議院議長就任も輿石が推薦していた。
幹事長としては党内融和に努め、挙党体制の構築に尽力している。小沢一郎とも引き続き良好な関係を維持していたが、消費税増税を推し進める野田首相を支え続け、小沢グループとの対立が表面化。消費税増税法案に造反して党を割らないように小沢と野田首相との会談を何度もとりもつが意見の決裂を抑えることはできなかった。党議拘束のかかった消費税増税法案採決時、小沢は自らのグループの議員とともに造反。輿石は、離党者をできるだけ出さないように造反者には穏便な処分案を検討した。しかし、小沢グループの多くの議員が集団離党し、新党（国民の生活が第一）結党へ向けての動きが見られたことから、新党への参加者は除籍処分とされた。ただし、輿石が在職していた参議院民主党からは日本維新の会に参加した水戸将史（当時は参議院議員）以外は除籍された者はおらず、他の新党参加者については離党届を受理している。
2012年9月、民主党代表選で再選された野田代表より幹事長留任を要請され、当初は離党者が相次いだことに責任を感じて態度を保留していたが続投が決定。早期の解散・総選挙を否定している輿石の留任は解散先送りのサインとの見方もあり、野党が反発している。

#### 民主党下野
野田第3次改造内閣発足に伴い、幹事長代行はこれまでの樽床伸二にかわり、安住淳財務大臣が幹事長代行に就任。2012年12月に野田は衆議院解散を表明。これまで輿石は自ら率いる民主党常任幹事会をあげて解散反対を訴えてきたが結局断行されることとなった。
第46回衆議院議員総選挙では、輿石が参議院議員ということもあり、民主党選挙対策委員長経験者である安住とともに選挙の陣頭指揮を行うことになった。しかし、結果としては改選前議席の4分の1以下という大惨敗となり、民主党は下野することとなった。また自身の地元である山梨県内の選挙区では1議席しか取れず、しかも自身が2年前に破った宮川が山梨1区で当選するという皮肉な結末になった。そうした結果を踏まえ、野田代表とともに輿石は幹事長を辞任した。
2012年12月の民主党代表選で選出された海江田万里新代表による党人事に伴い、幹事長を外れる（参議院議員会長は留任）。しかし、衆議院選挙惨敗をうけて党所属議員は，衆議院議員より参議院議員が多数派を占めることとなったため、参院のドンでもある輿石の党全体に及ぼす影響力はさらに強まることとなった。海江田代表選出も輿石が参院票をとりまとめした影響が大きい。そのため、代表である海江田であっても逆らうことができず、実質党を主導することが多かった。しかし、第23回参議院議員通常選挙では自身の地元である山梨県選挙区で民主党は公認候補を擁立できず、民主党を離党し無所属として立候補した坂口岳洋の推薦・応援に回ったが坂口は落選した。
2013年8月、7年に渡って君臨した参議院議員会長を辞任し、参議院副議長に就任した。また、輿石は自民党の山崎正昭議長の下での副議長となった。
2016年1月17日、夏に予定される第24回参議院議員通常選挙に立候補せず、政界を引退することを表明した。後継は元保育士で、元NPO法人職員の宮沢由佳（立憲民主党）。

### 政界引退後
2016年11月3日に発令された秋の叙勲では、「参院副議長などとして国会の円滑な運営に寄与した」として、旭日大綬章を受章。2018年より旧立憲民主党山梨県連合最高顧問を務めた。

## 略歴

### 経歴
- 1958年 - 都留短期大学初等教育科卒業、神奈川県津久井郡津久井町（現・相模原市）青野原小学校教諭
- 1963年 - 山梨県北都留郡上野原町（現・上野原市）立西原小学校六藤分校教諭
- 1984年 - 山梨県教職員組合執行委員長（90年まで、山梨県教職員組合初の専従）
- 1986年 - 山梨県労働組合総連合会議長 兼任

### 政歴
- 1990年（平成2年） - 第39回衆議院議員総選挙（旧山梨全県区・日本社会党公認）当選。
- 1993年（平成5年）7月18日 - 第40回衆議院議員総選挙（旧山梨全県区・日本社会党公認）2期目当選。72,561票。
- 1995年（平成7年） -　日本社会党文教部会長就任。
- 1996年（平成8年）10月20日 - 第41回衆議院議員総選挙（山梨1区・選挙直前に社民党を離党して結党参加した旧民主党公認）さきがけ離党の比例単独の小沢鋭仁や新進党離党の同選挙不出馬の赤池誠章からも支援受けたが、比例復活もならず落選。45,288票。
- 1997年（平成9年） - 山梨県教育研究所所長就任。
- 1998年（平成10年）7月12日 - 第18回参議院議員通常選挙（山梨県選挙区・無所属）当選。183,721票。
- 2000年（平成12年） - 参議院国会移転特別委員会委員長就任。
- 2001年（平成13年） - 党参議院国会対策委員長就任。
- 2004年（平成16年）7月11日  - 第20回参議院議員通常選挙（山梨県選挙区・民主党公認）2期目当選。231,631票。党参議院幹事長就任。
- 2006年（平成18年） - 党参議院議員会長就任。
- 2007年（平成19年） - 党新潟県中越沖地震対策本部長代理に就任。党参議院議員会長再任。党代表代行就任。
- 2008年（平成20年） - 党参議院議員会長3選。
- 2009年（平成21年） - 党幹事長代行就任。
- 2010年（平成22年）6月7日 - 菅直人代表の下において、党参議院議員会長に留任。
- 2010年（平成22年）7月11日  - 第22回参議院議員通常選挙（山梨県選挙区・民主党公認）3期目当選。187,010票。
- 2011年（平成23年）8月31日  - 野田佳彦代表の下、党幹事長就任。党参議院議員会長も兼務。
- 2011年（平成23年）9月  - 党陳情要請対応本部の本部長に就任[12]。
- 2012年（平成24年）9月4日  - 党参議院議員会長5選（党幹事長兼務）。
- 2012年（平成24年）12月　- 党幹事長を辞任する（党参議院議員会長は留任）。
- 2013年（平成25年）8月　- 党参議院議員会長を辞任し、参議院副議長に就任する。
- 2016年（平成28年）1月 - 同年夏の第24回参議院議員通常選挙に出馬せず、政界を引退を表明。
- 2016年（平成28年）11月 - 旭日大綬章受章。

## 政策・主張
- 元小学校教員であったこともあり、主として教育問題・政策に取り組む。
- 長年、国土交通委員会に所属し国土交通行政にも精通している[要出典]。
- 靖国神社ではなく、無宗教の国立追悼施設で戦没者の慰霊を行うよう主張しており、国立追悼施設を考える会発起人を務める。
- 民主党が2009年の衆院選でマニフェストに掲げた教員免許更新制の見直しについて、廃止に前向きな姿勢を示している[13]。
- 前原誠司は小沢と距離を置く勢力の代表格と呼ばれるが、小沢に近い輿石については「私が『非小沢』というのはくだらない分け方だ。『親小沢』と言われる輿石氏を心から尊敬している」「（党代表時代の）良い時も悪い時も支えてくれたのは輿石氏。あの恩を絶対忘れることはできない」と語っている[14]。
- 日教組右派の山梨県教職員組合を支持母体としている[15]。
- 好物はいなごの佃煮と焼酎[要出典]。
- 2011年民主党代表選挙で選出された野田佳彦新代表の「どじょう演説」は輿石の紹介によるもの[16]。
- 「違った情報ばかり流すなら、電波を止めてしまうぞ！政府は電波を止めることができるんだぞ。電波が止まったら、お前らリストラどころか、給料をもらえず全員クビになるんだ」と番記者達に対し発言している[17]。

## 民主党内における立場
- 「参院のドン」と呼ばれ[18]、参院民主党の実力者として、党内外に大きな影響力を持っている。かつて自民党の「参院のドン」と呼ばれた青木幹雄と良好な関係を築き、自民党の参議院運営委員長の鈴木政二とは「携帯電話一本で連絡がつく仲」であり、自民党とも太いパイプを持っている。自民党側も「輿石は決められた参院のスケジュールは必ず守る」と評価している。
- 幹事長兼務後は、党の衆参議員を束ねる実力者として「民主党のドン」とも呼ばれた[19]。
- 幹事長ながら党役員人事のみならず閣僚人事にも大きく関わり、人選には当選回数や年齢を重んじる。また側近議員を多く要職につけてきた。
- 海江田万里や細野豪志の後見役を自認していた。しかし、細野が野党再編に積極的であり参院選後に代表選実施を主張したことから「細野はもう終わった」と周囲に語るなど関係は悪化している。
- 旧社会党出身ということもあり横路グループと赤松グループに所属している。小沢一郎の盟友だが小沢より年上ということもあり、言うべきことは言う姿勢をとっている。
- 小沢は、自身と菅直人・鳩山由紀夫の「トロイカ体制」に輿石を加えた4人を「トロイカ+1」と称している[20]。
- 民主党の参議院の大物議員としては、他に江田五月・北澤俊美などがいるが、「参院をまとめられるのは輿石さんしかいない」という党内の声も強い。その反面で党内刷新を望む若手中堅議員の中には快く思っていない議員も多く副議長就任も体の良い左遷とも呼ばれている。

## 山梨県教職員組合の教員による政治活動問題
支持母体である山梨県教職員組合が第20回参院選に向けて、小中学校の教職員らから組織的に選挙資金を集めていたことが明らかとなった。また選挙対策本部が教員を有権者への電話作戦に動員させていたことが判明した。これは、教職員の政治的な活動を禁じた教育公務員特例法や政治資金規正法に違反している疑いがあるとされる。この事件に関しては、山教組幹部ら2人が政治資金規正法違反で罰金30万円の略式命令を受け、山梨県教育委員会は教員24人に対し、停職などの懲戒処分をした。教員らの証言によれば、「輿石議員への政治献金として裏口座でプールされた」という。輿石は関与を否定している。
2003年から2004年にかけて、輿石が役員を務める山梨県民主教育政治連盟が山教組所属教員らから集めた輿石への選挙資金カンパ6000万円余について、政治資金収支報告書に記載していなかったと報じられた。『産経新聞』によれば、このうち約3300万円が輿石側に寄付されている。
輿石が浪人中の1997年に所長を務めていた山梨県教育研究所について、「長期研修中」の山梨県の教職員が「事務局長」の役職で実質的に研究所の運営を担っていたとして、2005年12月27日に文部科学省は山梨県に対して指導通知を発出した。
2008年5月17日に南アルプス市で開催された山教組定期大会に来賓として出席した。輿石はこの場で「全国に誇る100％の組織率を維持し、地域へ出て父母と手をつなぎ、声を国会に届けてほしい」「教育三法や教育基本法が次々と変わり、教員が政治的中立を図る教育ができない」と述べた。また、2009年1月14日に行われた日教組の会合では「私も日教組とともに戦っていく。永遠に日教組の組合員であるという自負を持っている」と宣言し、「教育の政治的中立はありえない」と述べた。

## 農地法違反問題
自宅がある相模原市の土地が農地法に違反していることが明らかとなった。問題となった土地は、実質的に輿石が所有する1298平米のうちの6割にあたる779平米である。
1973年、1298平米のうち779平米が、農業振興地域整備法（農振法）に基づく農用地（農振農地）に指定され、農地以外への利用が原則不可能となる。1975年、農振農地以外の農地のうち313平米を、母屋の建築時に正規の手続きを経て宅地に転用。残りの985平米は名義上義弟が所有。1989年、実質的な所有者は輿石に。農地以外への利用が禁止されている農振農地を含めて、庭や車庫、舗装道路を設置。2009年10月以降、相模原市農業委員会による指導を受け、名義上の所有者である義弟は農振農地以外の190平米について宅地への転用許可を得たが、農振農地である779平米は違法状態である。
2013年5月16日、市の是正指導後も農地への復元が完全になされていないとして、東京、神奈川、山梨3都県の農地・教育問題を考える市民団体が農業振興地域整備法違反罪で輿石氏を横浜地検に刑事告発した。名義上の所有者である義弟は、産経新聞の取材に対し「農地に復元し、私が農作物を作っている。市農業委員会がオーケーを出したから問題ない」と説明。20年以上に及ぶ無許可転用については「知っていた」と違法性を認識していたことを認めた上で「市農業委員会がいいかげんで（車庫などを）造っても何も言ってこなかった。指導しなかった市が悪い。（同様事例は）世の中にいっぱいある」と話した。一方、輿石の事務所は同紙への回答は期限内にはなかったと報じた。

## 主な発言・行動
- 1999年8月、参院本会議の国旗・国歌法に反対した。
- 2000年4月10日、参議院に対して戦時性的強制被害者問題の解決の促進に関する法律案を提出[29]。
- 2008年6月24日、福田康夫首相の問責決議案に対して「問責決議を重く受け止めるだけでは足りない、一刻も早く解散・総選挙を」とコメントした[30]。
- 2009年6月18日 - 記者会見で「臓器移植法案を最優先でやらなければいけないとは思っていない。急がなければ死んでしまうという話でもない」と述べ、民主党が国会に提出している母子加算手当を復活させる生活保護法改正案の審議状況をにらみつつ、臓器移植法改正案の審議に臨む考えを示した[31]が、翌19日の民主党参院議員総会では、18日に衆議院で可決された臓器移植法改正A案への対応について「（内容が）重い法案だ。きちんと議論し、方向性を出さなければいけない」と述べ、18日の発言を修正した[32]。
- 2009年3月に小沢一郎代表（当時）の公設第一秘書が西松建設からの政治資金規正法違反容疑で逮捕されると「間違ったことはしていない」といち早く擁護の方針を明確にする。
- 2010年1月30日、甲府市で開いた自身の国政報告会で、鳩山由紀夫首相と小沢一郎幹事長の政治資金問題について「この二人を見て、こんなに優しい人がなんでこんなにいじめられるのか。悔しい気持ちもある」と述べた[33]。
- 2010年3月17日、鳩山内閣発足6ヶ月にあたり、党参議院議員総会で「『民主党、しっかりしてくれ』という声も多いが、必ず国民の期待に応えていく。政権公約の実現に向けて頑張りたい」と述べた[34]。
- 2010年6月8日に菅内閣が発足し同16日に第174回国会が閉会。会期延長しないのは高い支持率のまま選挙戦に入るためだとの指摘に対し、輿石は「選挙のためではなく、参院総務委員会は与党が開催に必要な委員の半数を確保できない可能性があり、会期を2週間延長しても郵政改革法案などは参院で成立できないことが予想されたからだ。法案を通すことができなければ延長の意味はない。多くの法案は残るが、それは次の臨時国会で成立できると判断した」と述べた[35]。
- 2010年11月26日の仙谷由人官房長官の問責決議案に対して「たとえ可決されたとしても、辞める必要はない」と述べた[36]。
- 2011年8月31日の民主党両院議員総会で、幹事長就任に当たり「求められているのは党内融和だ。一致結束して事に当たる。それに尽きる」と述べた[37]。

## 所属団体・議員連盟
- 日本民主教育政治連盟（日政連）会長
- 民主党ワイン産業振興議員連盟会長
- 北京オリンピックを支援する議員の会副会長
- 国立追悼施設を考える会